# Torneo de Monterrey 2017
El Abierto GNP Seguros 2017 fue un torneo de tenis femenino jugado en cancha duras al aire libre. Es la 9.ª edición del Abierto de Monterrey, un torneo WTA International. Se llevó a cabo en el Club Sonoma en Monterrey, México, del 3 al 9 de abril.

## Cabezas de serie

### Individual
| Tenista                   | Ranking | Preclasificada |
| Angelique Kerber          | 1       | 1              |
| Anastasiya Pavliuchenkova | 17      | 2              |
| Caroline Garcia           | 23      | 3              |
| Carla Suárez              | 24      | 4              |
| Tímea Babos               | 27      | 5              |
| Yekaterina Makarova       | 35      | 6              |
| Alizé Cornet              | 44      | 7              |
| Christina McHale          | 46      | 8              |

- Ranking del 27 de marzo de 2017

### Dobles
| Tenista                         | Ranking | Preclasificada |
| Nao Hibino Alicja Rosolska      | 112     | 1              |
| Tatjana Maria Heather Watson    | 162     | 2              |
| María Irigoyen Paula Kania      | 181     | 3              |
| Natela Dzalamidze Mandy Minella | 189     | 4              |

## Campeonas

### Individuales femeninos
Anastasiya Pavliuchenkova venció a  Angelique Kerber por 6-4, 2-6, 6-1

### Dobles femenino
Nao Hibino /  Alicja Rosolska vencieron a  Dalila Jakupović /  Nadia Kichenok por 6-2, 7-6(4)